# Vụ bê bối visa Ba Lan
Vụ bê bối cấp visa (tiếng Ba Lan: afera wizowa, n.đ. 'vụ visa') là một vụ bê bối chính trị đang diễn ra ở Ba Lan liên quan đến cáo buộc tham nhũng trong việc cấp thị thực bởi các quan chức của Bộ Ngoại giao và cơ quan lãnh sự Ba Lan. Phần lớn người nhận rời Ba Lan đến các quốc gia Khu vực Schengen khác hoặc Bắc Mỹ. Theo các nhà phê bình, có tới 350.000 thị thực có thể đã được cấp bất hợp pháp để nhận hối lộ.

## Vụ bê bối
Vụ bê bối này, được phát hiện thông qua báo cáo điều tra, bị cáo buộc liên quan đến việc những người di cư tiềm năng trả tiền cho một người trung gian và sau đó được cấp thị thực nhanh hơn bình thường và không cần kiểm tra đầy đủ. Vì Ba Lan là thành viên của Khu vực Schengen, người nhận thị thực Ba Lan có thể chuyển sang các nước thuộc Liên minh Châu Âu khác.
Lãnh sự quán Ba Lan được cho là đã nhận được từ Bộ Ngoại giao danh sách những cái tên sẽ được cấp thị thực nhập cảnh vào Ba Lan mà không cần kiểm tra thêm. Những người nhập cư có thị thực được cấp theo cách này trước tiên đến Ba Lan, sau đó đến Hoa Kỳ và các quốc gia khác thuộc phía bắc toàn cầu, đóng giả là các nhóm du lịch hoặc đoàn làm phim Bollywood. Theo báo cáo, mọi người đã trả tới 45.000 USD cho một thị thực Ba Lan và chuyển sang Hoa Kỳ.
Ban đầu các nhà thống kê đưa tin có tới 350.000 thị thực có thể đã được cấp bất hợp pháp để nhận hối lộ kể từ năm 2021, ở Ấn Độ, Philippines, Singapore, Hong Kong, Đài Loan, UAE, Qatar và những nơi khác. Dịch vụ thu tiền này được quảng cáo công khai trên các nền tảng truyền thông xã hội như TikTok.
Vào ngày 19 tháng 9 năm 2023, nghị sĩ đối lập Michał Szczerba của đảng Cương lĩnh Dân sự tiết lộ các tài liệu bị cáo buộc từ Bộ Ngoại giao cho thấy rằng đại sứ quán Ba Lan tại Minsk đã cấp 784.173 thị thực cho các cá nhân từ 65 quốc gia (bao gồm 1.481 thị thực được cấp cho những người đến từ các quốc gia khác ngoài Belarus, Nga và Ukraina) với sự hỗ trợ của một công ty có trụ sở tại Moskva. Szczerba còn tuyên bố thêm rằng những thị thực được cấp bao gồm những người trước đây đã bị đẩy lùi khỏi biên giới trong cuộc khủng hoảng biên giới Belarus-Liên minh Châu Âu.

## Bắt giữ
Bảy người ban đầu bị buộc tội, trong đó ba người bị tạm giam giam giữ. Không ai trong số họ là quan chức nhà nước. Edgar K., một trong những trợ lý của cựu Thứ trưởng Bộ Ngoại giao Piotr Wawrzyk và là một trong những người chủ chốt trong kế hoạch, đã quyết định làm chứng chống lại đồng nghiệp của mình để được giảm án.

## Hậu quả
Vụ bê bối được các nhà khoa học chính trị cho là đã làm tổn hại đến cơ hội của đảng Luật pháp và Công lý cầm quyền trong cuộc bầu cử sắp tới, vì các đảng đối lập cho biết họ đã đồng lõa. Số phiếu bị mất đối với liên minh Cánh hữu Thống nhất thậm chí có thể được chuyển sang Liên minh cực hữu. Vụ bê bối cũng mâu thuẫn với luận điệu chống người nhập cư mạnh mẽ của đảng cầm quyền, thường xuyên tuyên bố rằng Ba Lan sẽ tràn ngập những người nhập cư bất hợp pháp nếu phe đối lập lên nắm quyền.
Các phương tiện truyền thông nhà nước Ba Lan (chẳng hạn như Telewizja Polska, Polskie Radio, phương tiện truyền thông in ấn thuộc sở hữu của Orlen), đã trở thành cơ quan ngôn luận trên thực tế của đảng cầm quyền (Luật pháp và Công lý) kể từ khi luật truyền thông gây tranh cãi được thông qua ngay sau khi họ nắm quyền, tập trung vào các vấn đề khác, chẳng hạn như sự gia tăng đột biến lượng người di cư đến đảo Lampedusa của Ý, hoặc tránh đưa tin hoàn toàn.